# Душан Додић
Душан Додић (Милутовац, 15. фебруар 1884 — Оснабрик, 12. фебруар 1955) био је коњички бригадни генерал Војске Краљевине Југославије.

## Живот
Коњички бриградни генерал Душан Додић је рођен је 1884. године у селу Милутовцу (срез Трстенички) у породици народног посланика Милоша Додића. После гимназије у Крагујевцу одлази у Војну академију коју завршава 1903. године као коњички потпоручник. Учествовао је у два Балканска и Првом светском рату.
Брзо је напредовао у служби и био одликован највишим домаћим и страним одликовањима. У Церској бици извршио је, са својом ескадроном, напад на аустроугарске снаге, али је у тој борби био и рањен. После два месеца се опоравио и вратио у борбу. Са српском војском је прешао Албанију. После опоравка на Крфу учествовао је у пробоју Солунског фронта. Као командант специјалне јединице Коњичке дивизије, у чину мајора, 25. октобра 1918.г. ослобађа Јагодину. У многим градовима у које је улазио на челу српске војске постојале су до Другог светског рата улице назване по њему.
У Краљевини Југославији службовао је у Нишу, Чаковцу, Суботици, Београду и Љубљани као командант бригаде и заменик команданта дивизије. У чин мајора је унапређен 1915. године, потпуковника 1920, пуковника 1924, а чин бригадног генерала 17. децембра 1929. Пензионисан је 1939. године. Године 1941. је мобилисан, а затим је био до ослобођења у немачком заробљеништву. Везан заклетвом краљу и отаџбини остао је у Немачкој. Преминуо је у дворцу Фарлар код Оснабрика 1955. године, где је и сахрањен у крипти цркве Св. Ђорђа.
Одликован је са 20 домаћих и страних одликовања.

## Признања
За показану храброст у рату и за примерену службу после рата одликован је бројним домаћим и страним одликовањима.
1. Орден Карађорђеве звезде са мачевима 4. реда
2. Орден Белог орла са мечевима 4. реда (два пута).
3. Орден Југословенске круне 2. реда
4. Орден Светог Саве (два пута)
5. Златна и сребрна медаља за храброст

- Страна одликовања:

1. Свети Михаило и Свети Ђорђе (Енглеска)
2. Румунска круна (Румунија)
3. Маурицијус и Лазар (Италија)
4. Ратни крст са палмом (Француска)
5. Златна медаља за храброст (Панама) и још девет других домаћих и пет страних одликовања

## Потомство
Потомци генерала Душана Додића су:
- Владислав, рођен 1909. године. Био је мајор краљеве гарде. Године 1941. одмах по капитулацији одлази са групом својих војника у прикључује се покрету генерала Драже Михаиловића, и постаје командант четничких одреда на Космају. У једној борби заробљавају га Немци. Стрељан је 1943. године у Јајинцима.
- др Ратољуб, рођен 1913. године. Био је енглески ђак и цењени експерт у Савезном министарству финансија. Преминуо је 2001. године у Београду.
- Симонида Милутиновић, рођена 1921. године. Живи у Београду и има сина др Вељка Милутиновића, професора Електротехничког факултета Универзитета у Београду, као и унуке:
  - др Душана Милутиновића, дипломираног економисту. Душан има ћерке Весну и Даницу.
  - мр Милана Милутиновића, грађевинског инжењера.
  - Горана Милутиновића, студента грађевине.